# Karolina Kusek
Karolina Kusek (* 1940, Tarnopol) je polská básnířka, novinářka, autorka frašek, aforismů a písňových textů.

## Život a kariéra
Je absolventkou hudební školy ve Vratislavi v oboru housle, Fakulty polonistiky Vratislavské univerzity a Akademie speciální pedagogiky Marie Grzegorzewské ve Varšavě. Pracovala v národním nakladatelství Ossolineum ve Vratislavi a posléze jako novinářka v denících „Słowo Polskie“ a „Słowo Powszechne“. Debutovala v roce 1970 básní A sio rakieto! v časopise Miś. V roce 1982 vydala sbírku poezie pro děti Słonecznikowe nutki (Slunečnicové noty).

## Dílo

### Pro děti a o dětech
Je autorkou 28 sbírek poezie, především pro děti a o dětech, jejichž výběr je uveden níže.
- Na Ziemi i wyżej (Na zemi a výš)
- Spacerkiem przez pole (Procházka polem)
- Barwy Lata (Barvy léta)
- Twoje słowa (Tvá slova)
- Z babcią za rękę” (S babičkou za ruku)
- Moje Krajobrazy (Mé krajiny)
- Malowane Słońcem (Malované sluncem)
- Obrazki z naszego dzieciństwa (Obrázky z našeho dětství)
- W stronę słońca” (Směrem ke slunci)
- Atramentowym szlakiem (Inkoustovou stezkou)
- Za głosem serca (Za hlasem srdce)
- Pomiędzy świtem a zmierzchem (Mezi svítáním a stmíváním)
- Objęłam spojrzeniem świat dziecka (Objala jsem pohledem svět dítěte)
- Dzieci Marsa (Děti Marsu)

### Další dílo
Karolina Kusek je autorkou básnické verze baletu Louskáček podle předlohy Hoffmanna na premiérovém představení baletu ve Vratislavské opeře a scénického dramatu Tajemniczy cień (Tajemný stín).
Tvorba Karoliny Kusek je osobitým testamentem paměti a posláním pro příští generace. Autorka v literární podobě apeluje jak na dospělé, aby si všímali problémů a dramat dětí v současném světě, tak na děti, u nichž se snaží nasměrovat jejich citlivost na krásu, trvání a křehkost světa, harmonii v přírodě, moudrost odvěkých přírodních zákonů, jichž je člověk nedílnou součástí.
Řada děl Karoliny Kusek byla publikována v pedagogických časopisech, v celostátním i regionálním polském tisku, antologiích poezie pro děti a učebnicích pro školy a školky.
Básnická tvorba Karoliny Kusek byla přeložena do mnoha jazyků, mj. do angličtiny, čínštiny, češtiny, esperanta, francouzštiny, španělstiny, němčiny, ruštiny, ukrajinštiny a italštiny.
Karolina Kusek je velkou zastánkyní práv dítěte, protože jak říká, „dítě je největším dobrem a nadějí světa, patří mu úcta, hodné dětství, láska a rozvoj“. Ve své poezii se autorka soustředí na dětský svět – jeho život, pocity, emoce. Ukazuje svět očima dítěte, který se často liší od toho, jak ho vidí dospělí. V mnoha básních autorka připomíná také válečná období a v nich nepředstavitelné utrpení dětí.

## Ocenění
Karolina Kusek byla oceněna mj. Cenou organické práce Marie Konopnické, Literární cenou Klemense Janického, soškou Feniks (expresionistická cena Tadeusze Micińského), stříbrnou medailí Labor Omnia Vincit – (Práce nad vším vítězí) Hipolita Cegielského a také Europan Medal of Poetry and Art – Homer (Evropskou medailí za poezii a umění - Homer).
Je rovněž mnohanásobnou laureátkou plebiscitu Wpływowa Kobieta Dolnego Śląska (Vlivná žena Dolního Slezska) a také finalistkou plebiscitu Osobowość Roku 2017 (Osobnost roku 2017). V roce 2018 obdržela Karolina Kusek 3. místo v plebiscitu 20letí Nejvlivnějších žen Dolního Slezska. Jednalo se o plebiscit organizovaný výhradně pro zástupce médií (šéfredaktory, redaktory, novináře, kritiky, odborníky a fotoreportéry).
Již řadu let se v polských školách a knihovnách konají literární soutěže Karoliny Kusek a také umělecké výstavy a představení inspirovaná tvorbou této básnířky.